# Anthurium besseae
Anthurium besseae är en kallaväxtart som beskrevs av Thomas Bernard Croat. Anthurium besseae ingår i släktet Anthurium och familjen kallaväxter. Inga underarter finns listade.